# 鳳梨炒飯

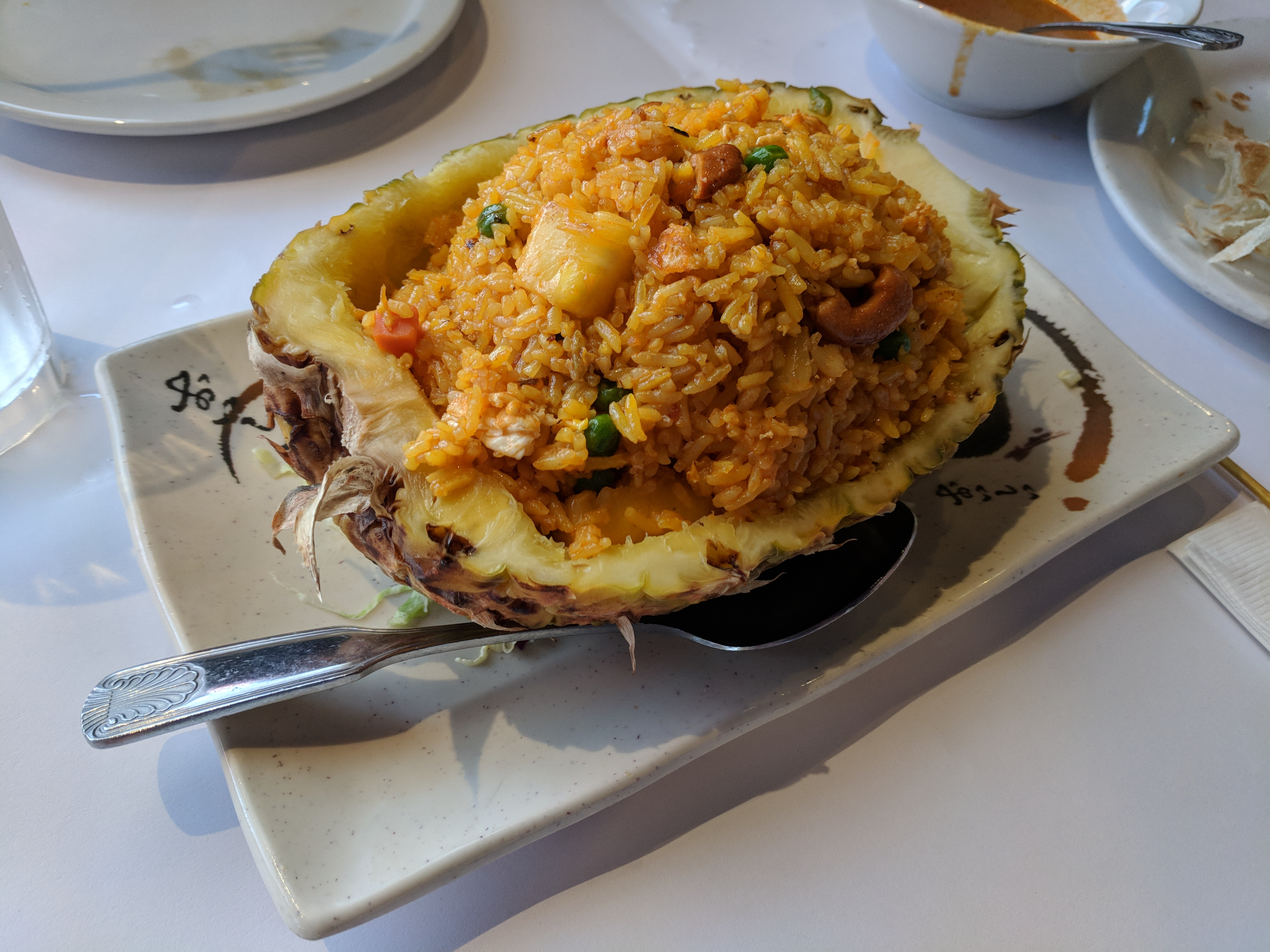

鳳梨炒飯（Pineapple Fried Rice）是一種加入鳳梨等材料當作配料的炒飯。又稱作夏威夷炒飯（Hawaiian Fried Rice），夏威夷炒飯一名源起可能有二，一是源自夏威夷，二是模仿夏威夷披薩的取名方式。
越南與泰國也都有類似的炒飯，越南是鳳梨叉燒炒飯，泰國是鳳梨海鮮炒飯。